# Lago Julio A. Roca
Lago Julio A. Roca är en sjö i Argentina.   Den ligger i provinsen Río Negro, i den sydvästra delen av landet, 1 400 km sydväst om huvudstaden Buenos Aires. Lago Julio A. Roca ligger 762 meter över havet. Arean är 2,8 kvadratkilometer. Den sträcker sig 3,2 kilometer i nord-sydlig riktning, och 4,7 kilometer i öst-västlig riktning.
I omgivningarna runt Lago Julio A. Roca växer i huvudsak blandskog. Runt Lago Julio A. Roca är det ganska glesbefolkat, med 24 invånare per kvadratkilometer.